# Paul-Löbe-Haus
Il Paul-Löbe-Haus (abbreviato con l'acronimo di PLH) è un edificio polifunzionale utilizzato per ospitare uffici situato a Berlino, nel quartiere governativo di Tiergarten a breve distanza dal Reichstag. Costruito tra il 1997 e il 2001 ed intitolato al presidente Paul Löbe, è opera dell'architetto Stephan Braunfels.

## Descrizione

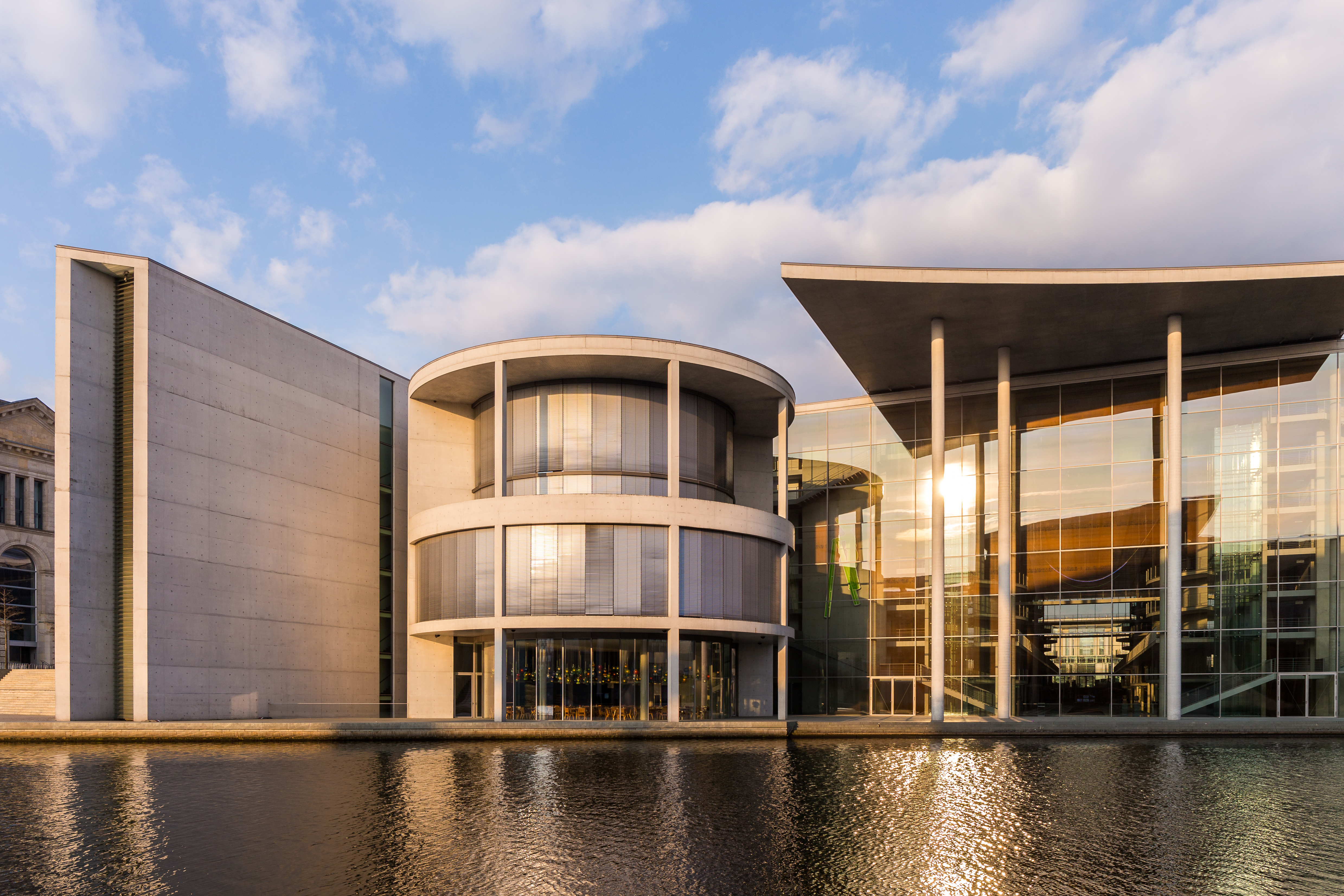

L'edificio contiene 1700 camere e possiede 61.000 m² di spazio utilizzabile. viene utilizzato principalmente per ospitare eventi che richiedono la vicinanza all'edificio del Reichstag per facilitare i lavori parlamentari. All'interno ci sono 550 uffici per 275 parlamentari, 21 sale riunioni per i comitati e circa 450 uffici di segreteria dei comitati e un ristorante per parlamentari, personale e visitatori. 
La prima pietra è stata posata il 28 aprile 1997 da Rita Süssmuth, all'epoca presidente del Bundestag; è stato poi inaugurata nel 2001. Il 24 luglio 2019 al suo interno si è svolta la 109ª sessione del 19° Bundestag, durante la quale Annegret Kramp-Karrenbauer ha prestato giuramento come ministro della difesa. L'incontro qui perché la sala plenaria del Reichstag era oggetto di lavori di ristrutturazione.